# Rio Aire (França)
O rio Aire é um rio localizado na França. É afluente pela margem direita do rio Aisne, que é por sua vez afluente do rio Sena.
Com 125,6 km de comprimento, , a sua nascente fica em Saint-Aubin-sur-Aire (Mosa). Atravessa o departamento de sul a norte pelo limite oriental do maciço de Argonne, e conflui com o Aisne a montante de Mouron (Ardenas).
A sua bacia tem área de 1043 km² e o seu caudal médio é de 13,60 m³/s. Não é navegável..

## Departamentos e comunas atravessados
O rio Aire atravessa 2 departamentos e 37 comunas: 
- Meuse
  - Saint-Aubin-sur-Aire (fonte), Erneville-aux-Bois, Cousances-lès-Triconville, Dagonville, Lignières-sur-Aire, Baudrémont, Gimécourt, Villotte-sur-Aire, Ville-devant-Belrain, Nicey-sur-Aire, Pierrefitte-sur-Aire, Longchamps-sur-Aire, Chaumont-sur-Aire, Courcelles-sur-Aire, Beausite, Nubécourt, Autrécourt-sur-Aire, Lavoye, Froidos, Rarécourt, Clermont-en-Argonne, Aubréville, Neuvilly-en-Argonne, Boureuilles, Varennes-en-Argonne, Montblainville, Baulny.
- Ardennes
  - Apremont, Chatel-Chéhéry, Fléville, Cornay, Saint-Juvin, Marcq, Chevières, Grandpré, Senuc, Termes (confluência).

## Ligações externas

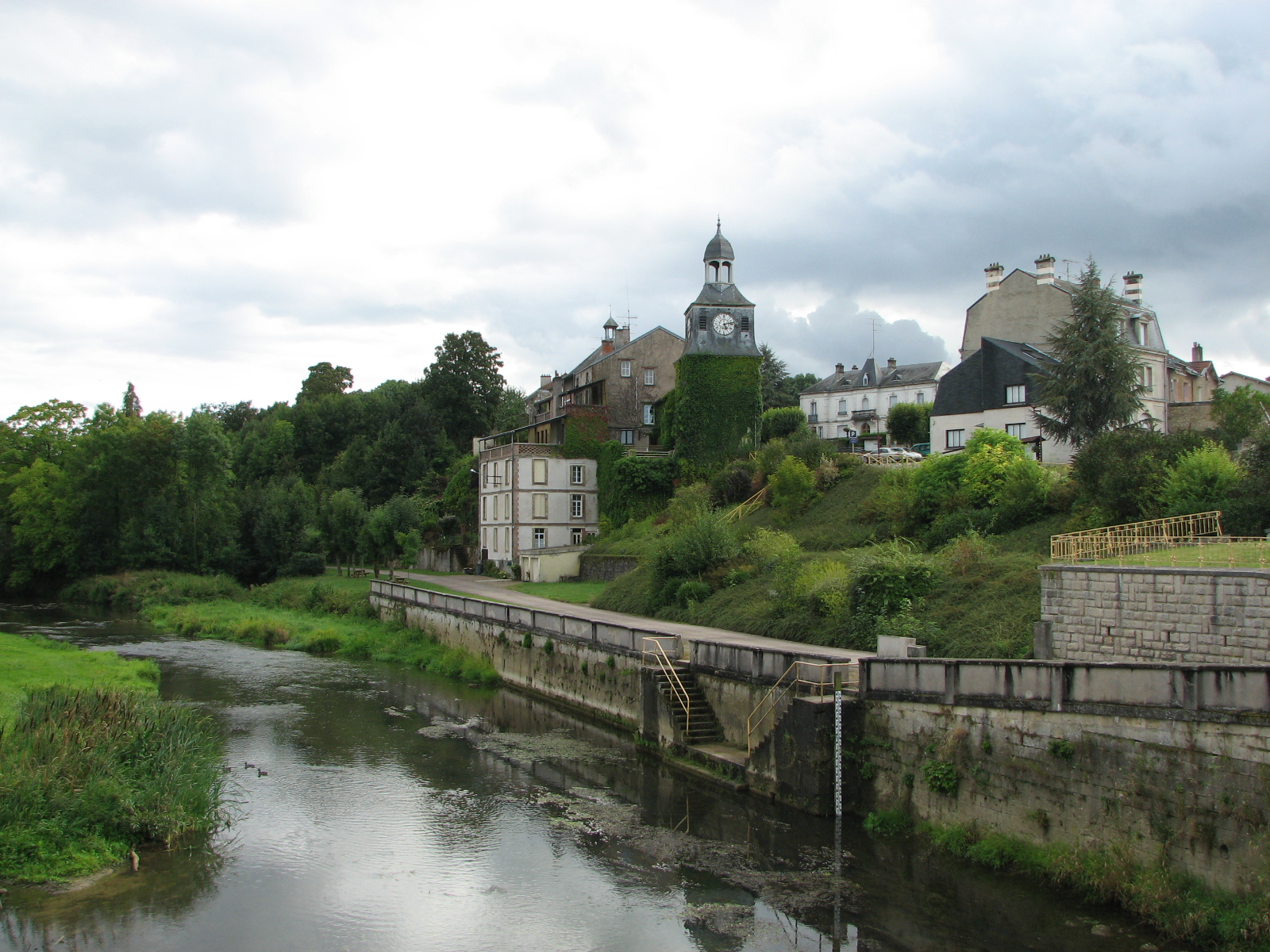
Varennes-en-Argonne, onde passa o rio Aire